# Peter Schunck
Peter Schunck (* 10. November 1928 in Merseburg; † Oktober 2024) war ein deutscher Romanist und Hochschullehrer.

## Leben
Schunck besuchte das Domgymnasium Merseburg und wurde während des Zweiten Weltkriegs zum Flakdienst, Arbeitsdienst und zur Wehrmacht eingezogen. 1948 absolvierte er in Ludwigshafen das Abitur und begann sein Studium an der Johannes Gutenberg-Universität Mainz, bevor er ein Jahr später nach Heidelberg wechselte. Mit Förderung der Studienstiftung ging er 1951/52 nach Paris und legte 1953 in den Fächern Latein, Griechisch und Französisch das Staatsexamen ab. Es folgte eine Tätigkeit als Studienreferendar und Assessor. Nach der Promotion zum Dr. phil. 1955 wirkte er ab 1956 als Lehrbeauftragter und ab 1958 als Lektor in der deutschen und französischen Abteilung des Dolmetscher-Instituts in Heidelberg. Parallel dazu studierte er mehrere Semester Rechtswissenschaft. Ab 1959 war er als Assistent und zuletzt als Akademischer Oberrat in Heidelberg, Münster und Gießen tätig, wo er sich 1970 für das Fach „Romanische Literaturwissenschaft“ habilitierte.
Als Professor lehrte Schunck 1971 in Gießen und von 1972 bis 1996 auf dem Lehrstuhl für Romanistik, Schwerpunkt Französische Sprache und Literatur sowie Italianistik an der Johannes Gutenberg-Universität Mainz in Germersheim, wo er zeitweise auch als Dekan des Fachbereiches wirkte. 1999 hielt er seine Abschiedsvorlesung.

## Schriften (Auswahl)
- Charles de Gaulle. Ein Leben für Frankreichs Größe. Berlin 1998, ISBN 3-549-05699-0.
- Davongekommen! Aus den angewandten Erinnerungen eines deutschen Pimpfes, Hitlerjungen, Luftwaffenhelfers und Arbeitsmanns der Jahre 1939–1945. Stuttgart 2000, ISBN 3-89821-032-4.
- Geschichte Frankreichs. Von Heinrich IV. bis zur Gegenwart. Stuttgart 2004, ISBN 3-89821-360-9.
- Desillusionen, heiter. Erzählungen. Stuttgart 2006, ISBN 3-89821-578-4.